# Hétairie
En français, le terme d’hétairie (ἑταιρεία - hetaireia, association d'amis, de compagnons) peut désigner :
- un club aristocratique d'une cité de la Grèce classique ;
- une société secrète révolutionnaire des XVIIIe et XIXe siècles, telle la Filikí Etería, diffusant les idées de la révolution américaine et de la Révolution française et œuvrant pour l'émancipation des populations helléniques, bulgares ou roumaines des Balkans, et pour l'indépendance de la Grèce[1] ;
- une société politique, littéraire et/ou éducative de la Grèce moderne, œuvrant en faveur de la diffusion des valeurs de la démocratie et de la laïcité.

Toutefois le grec moderne εταιρεία (« société » au sens large) est parfois traduit, par erreur, en hétairie : « pratique de l'hétairie » pour η πράξη της εταιρείας (« règlement de l'entreprise »). 
Par métonymie, ’εταιρεία, « hétairie », peut désigner une faction politique.

## Grèce et Rome antique
En Grèce classique comme à Rome, les associations (« hétairies » ou collèges) peuvent se créer librement, à condition de respecter la législation de la cité, et de ne pas troubler l'ordre public. Cette dernière condition induit une certaine surveillance parfois méfiante des autorités envers les associations nouvelles ou semi-clandestines. Sous l'Empire romain, la lex Iulia de collegiis promulguée par Auguste en 7 AC reconnut un certain nombre d'associations jugées utiles, les autres non-déclarées et non-reconnues existant à leur risques et périls, mais tolérées tant qu'il n'y avait pas d'incidents.   

### Mode de vie
Les membres étaient souvent incorporés par cooptation. L'hétairie tenait des réunions régulières, occasions de banquets en commun (eranoi). Elle pouvait avoir des représentants, mettre des biens en commun et aider ses membres nécessiteux, posséder des concessions funéraires et assurer les funérailles de ses membres. 

### Opposition à la démocratie
Les hétairies grecques ont souvent été en conflit avec les démocrates, et de la méfiance existait de chaque côté.
Le parti populaire craignait leurs coups d'État : ainsi lors du scandale des Hermocopides, craignant un complot oligarchique et désireux d'écarter de trop charismatiques aristocrates, le parti populaire relia habilement ce sacrilège à une affaire de parodies des mystères d'Éleusis, auxquelles les citoyens les plus en vue auraient participé selon certaines dénonciations, en particulier le déjà influent Alcibiade alors stratège et qui préféra sagement s'exiler. Quelque temps après, Andocide arrêté et menacé accuse son hétairie, dont faisaient partie son père Léogoras, des profanations.
« Quiconque asservit les lois en les soumettant à l'autorité des hommes, assujettit la cité aux ordres d'une hétairie, use pour tout cela de violence, suscite la guerre civile, celui-là, il faut voir en lui l'ennemi le plus déclaré de la cité tout entière. » (Platon, Les Lois, livre IX, 856)
De leur côté, les hétairies ne manquaient pas d'ourdir ces coups d'État : ainsi, à Athènes, lors de la révolution oligarchique des Quatre-Cents, ce furent les hétairies qui passèrent à l'action pour renverser la démocratie ; ils agissaient sous l'influence d'Alcibiade, qui les avait convaincus que le satrape perse Tissapherne, auprès duquel il s'était réfugié, viendrait financièrement au secours de la cité en guerre contre Sparte, à la condition qu'elle renonce à son régime pour adopter une oligarchie politiquement plus solidaire de sa monarchie.

### Activités politiques
Mais leurs activités ne se limitaient pas à l'opposition au régime démocratique, dont elles savaient tirer parti des faiblesses. De leurs activités au sein de la République romaine en délabrement, Theodor Mommsen a pu dire :
« L'hétairie décide de l'élection ; l'hétairie ordonne la mise en accusation ; l'hétairie conduit la défense ; elle gagne l'avocat de renom, conclut un accord en cas de besoin avec l'entrepreneur d'acquittements, qui fait commerce des voix des juges. L'hétairie a ses bandes, ses phalanges, avec lesquelles elle dirige la rue, et trop souvent l'État lui-même. Tous ces excès se commettaient régulièrement et publiquement, pour ainsi dire ! Les hétairies avaient leur organisation plus achevée, plus suivie que telle et telle branche de l’administration publique . »
Ainsi, l'ostracisme, combiné au clientélisme, se révéla une arme bien utile dans leurs rivalités : l'analyse graphologique des centaines d'ostraca retrouvés lors des fouilles de l'agora, à Athènes, a montré que pour un vote donné seules une dizaine de mains différentes avaient inscrit les noms sur les tessons.

## Renaissance culturelle grecque

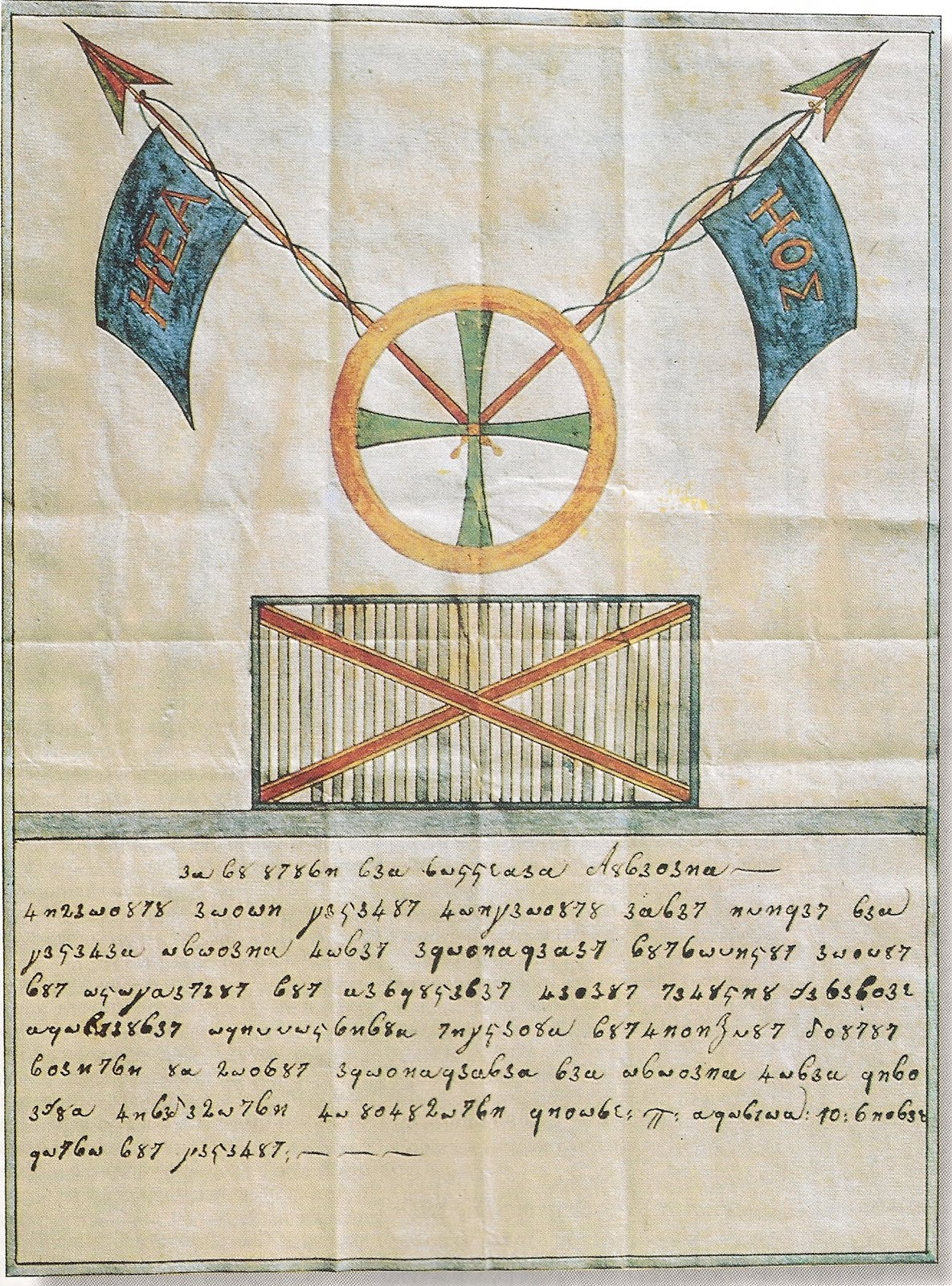
Emblème de la Filikí Etería.
Les drapeaux portent l'abréviation de la devise de la société, qui est aussi aujourd'hui la devise de la Grèce :, « La liberté ou la mort. »

Les hétairies jouèrent un rôle de premier plan dans la lutte pour l'indépendance de la Grèce. La plus importante fut la Filikí Etería, fondée en 1814 à Odessa.
La Filikí Etería (en grec : Φιλική Εταιρεία) ou Société amicale, ou Société des Amis, ou Société des Compagnons, ou encore Hétairie des amis, fut créée en 1814 à Odessa. Cette « Hétairie » était une société secrète dont le but était l'indépendance de la Grèce ottomane soumise à l'occupation turque. Elle fut autant une manifestation de la renaissance culturelle grecque que la cause qui transforma ce sentiment national en insurrection. Elle connut des débuts difficiles, tant au point de vue du recrutement qu'au plan financier. Si, elle ne réussit pas à convaincre Ioánnis Kapodístrias de prendre sa tête, Alexandre Ypsilántis accepta en avril 1820. 
Elle joua un rôle décisif dans la préparation et le déroulement de la guerre d'indépendance grecque. Ce fut en coordination avec la Filikí Etería que se déclencha la révolution roumaine de 1821 et l'insurrection grecque dans le Péloponnèse. Le 1er janvier 1822, l'indépendance grecque fut proclamée par l'Assemblée nationale réunie à Épidaure. Quinze jours plus tard, le drapeau de l'Hétairie était remplacé par le drapeau grec bleu et blanc et la Société était de fait dissoute.